# Voldemar Boberman
Voldemar Boberman (* 18. September 1897 in Jerewan, Gouvernement Eriwan, Russisches Kaiserreich, heute Armenien; † 28. Mai 1987 auf Ibiza, Spanien) war ein aus Russland migrierter französischer jüdischer Maler und Dekorateur, der 50 Jahre in Paris lebte.

## Leben
Voldemar Bobermans Familie war jüdischen Glaubens, wohlhabend und lebte ursprünglich in Kasan, bevor sie 1905 nach Moskau zog. Dort besuchte Boberman die Freie Akademie und 1917 die private Malschule von Ilja Iwanowitsch Maschkow und Pjotr Petrowitsch Kontschalowski. Aufgrund der Oktoberrevolution flüchtete er zunächst nach Italien, wo er Zeichnungen für Kunstzeitschriften anfertigte und als Bühnendekorateur tätig war.
Von Italien ging Boberman nach Berlin und arbeitete dort als Bühnen- und Kostümbildner für Ballettmeister Boris Romanov. 1922 und 1923 stellte er Bilder in der Galerie Alfred Flechtheim aus. Mit den befreundeten Malern Léon Zack und Philippe Hosiasson begründete er ein Studio in der Motzstraße.
1923 zogen die drei Künstler nach Paris. Boberman teilte sich dort zunächst das Atelier mit seiner Schwester, der Malerin und Grafikerin Zina Gauthier († 1936; Ehefrau des Kunstkritikers Maximilien Gauthier). Später bezog er eigene Ateliers am Montmartre und in Montparnasse. Er knüpfte viele Kontakte zur russischen Emigranten- und zur Pariser Kunstszene. Ein enger Freund von ihm war Juan Gris und sein Schwager war der Maler Gregorio Sciltian. Ab 1924 war Boberman als Leiter der Flächendekoration im Pariser Einrichtungshaus Société DIM (Décoration Interieure Moderne) tätig.
1925 präsentierte Boberman seine Teppichentwürfe auf der Exposition internationale des arts décoratifs et industriels modernes. Von 1925 bis 1938 beschickte er die Jahresausstellungen im Salon des Artistes Décorateurs. Seine Bilder stellte er unter anderem im Salon d’Automne, Salon des Tuileries und Salon des Artistes Indépendants sowie einer Reihe von Pariser Galerien aus. Auch international wurden Werke von ihm gezeigt, unter anderem 1928 im Rahmen einer Ausstellung mit zeitgenössischer französischer Kunst in der Moskauer Tretjakow-Galerie.
Ab 1939 leistete Boberman, der 1925 die französische Staatsbürgerschaft erhalten hatte, Militärdienst, und wurde 1940 verwundet. Um seine kranken Eltern zu unterstützen, blieb er während der Besatzung in Paris und hielt sich im Untergrund auf, wo er im Widerstand aktiv war.
Nach Ende des Zweiten Weltkriegs reiste Boberman zusammen mit seiner zweiten Ehefrau Dussia nach Venedig. 1948 kehrte er nach Montparnasse zurück und beschickte in den darauf folgenden Jahren erneut eine Reihe von Ausstellungen. 1969 zog er nach Es Canar bzw. Santa Eulària auf Ibiza und wohnte dort mit seiner Frau, bis er 1987 starb. Er war noch bis ins hohe Alter als Maler aktiv.
Boberman erlangte als Dekorateur Bekanntheit. Er entwarf Teppiche, Möbel sowie Luxusabteile für Züge, Passagierflugzeuge und -schiffe. Als Maler war er ein Vertreter des figurativen Stils. Er schuf Marinebilder, Landschaften bzw. Stadtansichten (Paris, Venedig, Amsterdam, London), Stillleben und Akte.

## Werke (Auswahl)
- Les Chanteurs de Rues, 1936, Musée de l’Annonciade, Saint-Tropez
- La porte de St-Cloud, 1961, Centre Georges-Pompidou, Paris
- Paysage de Paris, 1962, Assemblée nationale, Paris